# Ray E.Ramírez
Ray E. Ramírez Bueno – kubański zapaśnik w stylu wolnym. Srebro na igrzyskach panamerykańskich w 1983. Dwa razy na podium mistrzostw panamerykańskich, złoto w 1988. Triumfator Igrzysk Ameryki Środkowej i Karaibów w 1982 i 1986. Trzeci w Pucharze Świata w 1984 roku.